# Continentale Krankenversicherung

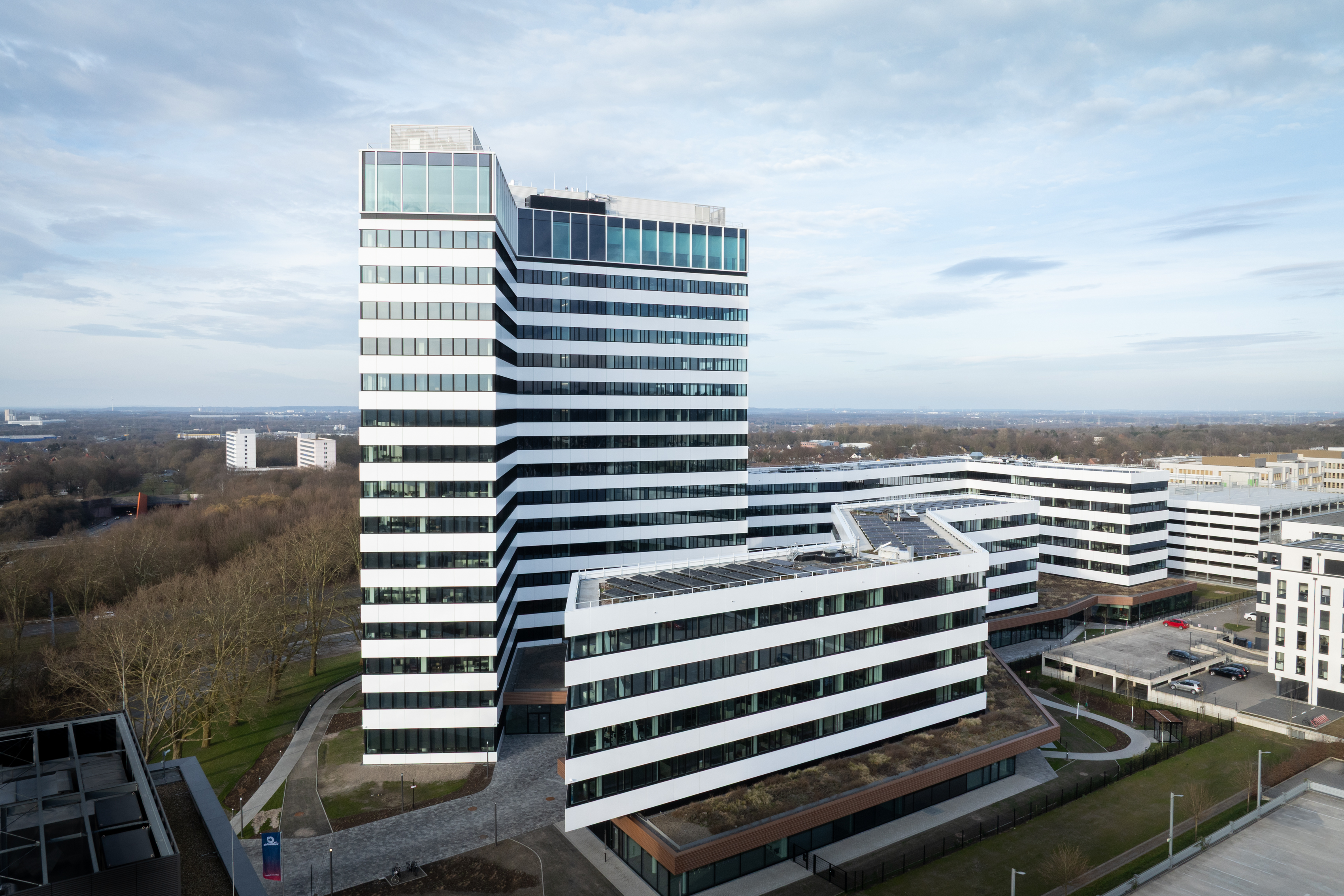
Continentale Campus, Hauptverwaltung der Continentale Versicherungen

Die Continentale Krankenversicherung a.G. wurde von Anhängern der Naturheilkunde gegründet und ist Muttergesellschaft des Continentale Versicherungsverbunds. Der Hauptsitz der Gesellschaft befindet sich seit der Gründung in Dortmund.
Die Continentale bietet Versicherungsschutz für Privatkunden sowie kleine und mittlere Unternehmen an. Dazu zählen Ergänzungsversicherungen für Mitglieder einer gesetzlichen Krankenversicherung sowie private Vollversicherungen.

## Geschichte
1926 gründete sich der Volkswohl Krankenversicherung VVaG, der als erster Versicherer neben Krankheitskosten auch Rechnungen von Heilpraktikern erstattete. Später entstand eine Lebensversicherungstochter, 1963 gründete das Unternehmen die Volkswohl-Allgemeine Versicherungs-AG, um auch das Sachversicherungsgeschäft zu betreiben. Zwei Jahre später wurde die in Hannover sitzende Continentale Allgemeine Versicherungs-AG erworben, die ihren Sitz nach Dortmund verlegte und 1966 mit der Volkswohl-Allgemeine verschmolzen wurde. Unter Unternehmensleiter Heinz Bach wurde in den folgenden Jahren die Continentale Versicherungsgruppe etabliert, als einerseits eine weitgehende Personalunion in Vorständen und Aufsichtsgremien sowie eine Vereinheitlichung der Verwaltung und andererseits sukzessive eine einheitliche Namensgebung unter der Marke Continentale etabliert wurde. 1982 kam die Europa-Versicherungsgruppe als Direktversicherer hinzu, ebenso wurde die Mehrheit am Rechtsschutzanbieter DEURAG erworben.
Die Continentale war von 1986 bis 1997 Sponsor des Fußball-Bundesligisten Borussia Dortmund. Von 1997 bis 2000 sponserte sie den Bundesligisten Hertha BSC.

## Versicherungsverein auf Gegenseitigkeit
Nach dem Versicherungsaufsichtsgesetz unterliegt die Continentale Krankenversicherung a. G. der Aufsicht der Bundesanstalt für Finanzdienstleistungsaufsicht. Diese hat  die Satzung vom Oktober 2022 genehmigt. Demnach gilt (Stand März 2025):
- § 3.1: Mitglieder werden alle Personen, die einen Versicherungsvertrag mit dem Verein abschließen [...].
- § 3.4: Die Rechte der Mitglieder werden durch Mitgliedervertreter in der Mitgliedervertreterversammlung ausgeübt.
- § 15.1: Die Mitgliedervertreterversammlung ist das oberste Organ des Unternehmens. Sie besteht aus fünfzehn bis fünfundzwanzig volljährigen Vereinsmitgliedern, die in keinem Dienstverhältnis zum Unternehmen stehen. [...] Die Amtszeit beträgt sechs Jahre. [...]
- § 15.3: Scheidet ein Mitgliedervertreter aus und wird dadurch die Mindestzahl von fünfzehn Mitgliedervertretern unterschritten, so ist von der nächsten ordentlichen Mitgliedervertreterversammlung eine Ergänzungswahl vorzunehmen.
- § 18: Zur Teilnahme an der Mitgliedervertreterversammlung sind nur die gewählten Mitgliedervertreter befugt. [...]

In der Satzung findet sich keine Regelung, ob jemand den Mitgliedern Rechenschaft schuldet. Auf Verlangen von mindestens 100 Mitgliedern muss ein Antrag oder Wahlvorschlag auf die Tagesordnung gesetzt werden (§ 23). Dies ist deren einziges Recht laut Satzung; mit entscheiden können sie nichts.
Geschäftszahlen der Continentale Krankenversicherung (Stand 31. Dezember 2023)
- Versicherte Personen: 1,3 Millionen
- Beitragseinnahmen: 1,9 Milliarden Euro
- Leistungen für die Versicherten: 1,6 Milliarden Euro Leistungen für die Versicherten
- Kapitalanlagen: 15 Milliarden Euro
- Eigenkapital: 515 Millionen Euro
- Bruttoergebnis 177 Millionen Euro

Die Continentale KV hat 1.300.889 Mitglieder.

## Aktuelle Geschäftszahlen im Überblick (2023)
Continentale Versicherungsverbund:
- Beitragseinnahmen: 4,6 Milliarden Euro
- Leistungen für Versicherte: 3,2 Milliarden Euro
- Mitarbeiter: rund 7.000 im Innen- und Außendienst
- Kapitalanlagen: 26,77 Milliarden Euro
- Geschäftsergebnis: 588 Millionen Euro